# Gabriel Mateu Cerdà "Rei"
Gabriel Mateu Cerdà "Rei". (Montuïri, 1769 - Montuïri, 1848) va ser un glosador mallorquí.
Nascut al poble de Montuïri, al Pla de Mallorca, era fill de Joan Mateu i de Joana Anna Cerdà. No se sap si va anar mai a escola. Sembla que va fer de fuster. És el glosador montuïrenc més antic de nom conegut. A finals del segle xix i al llarg del segle XX les persones majors s'hi han referit com "es glosador de Can Rei". Es va casar amb Sebastiana Miralles el 1795. L'erudit Joaquim Maria Bover de Rosselló, entre molts d'altres noms de glosadors, esmenta un Gabriel Mateu, que vivia el 1790, i un fill seu, Joan, que també va ser glosador. És l'autor d'un glosat a la mort d'un moixet a Can Vermell i d'altres gloses de picat. Morí a Montuïri el 1848, als 78 anys.
| «               | Es gatet va fer: uè! com s'havia de morir, i sa senyora va dir: "Sa barquera anirà a mè". | » |
| — Gabriel "Rei" |                                                                                           |   |